# Cinematografía

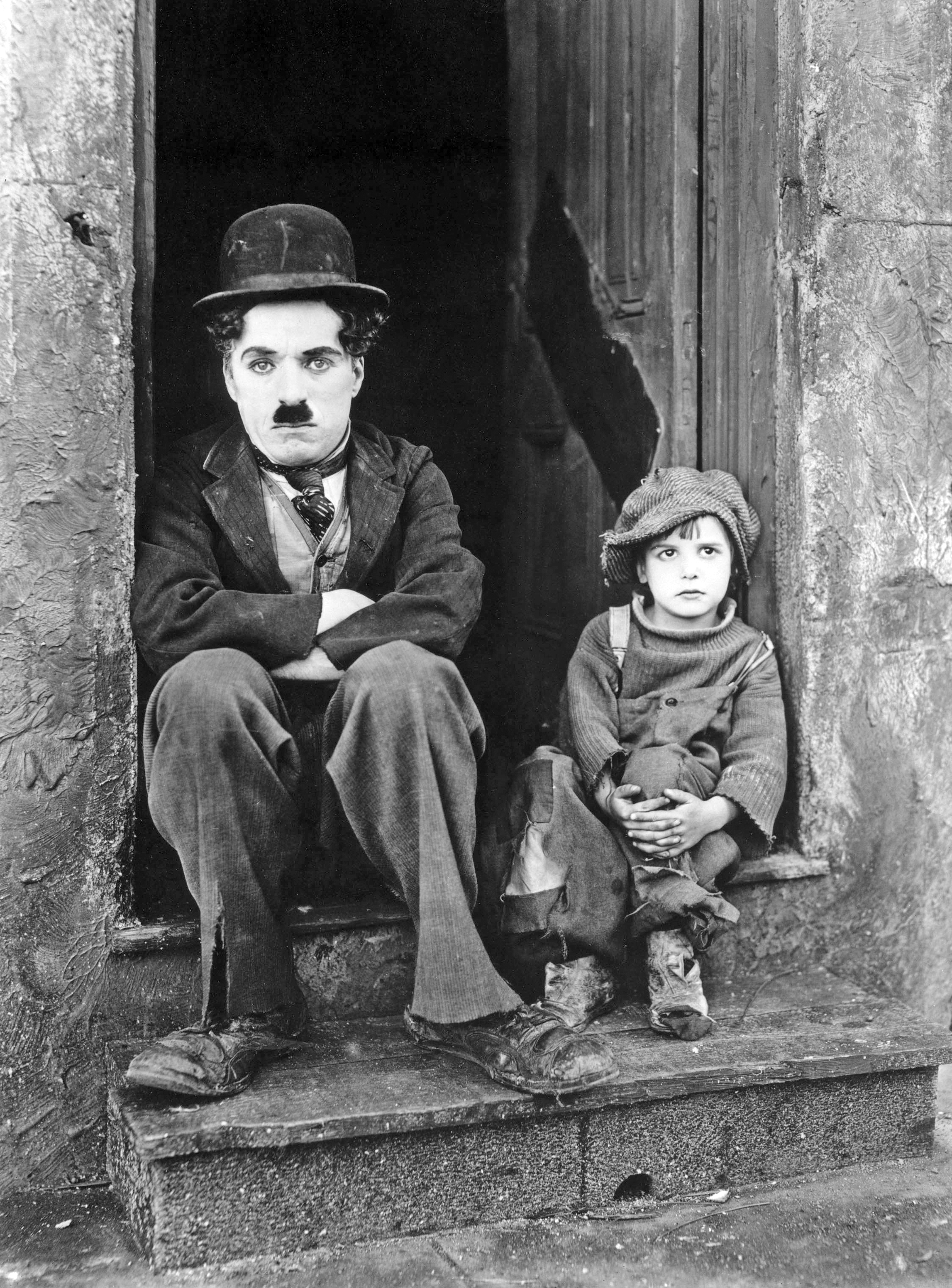
Fotografía del Actor Chaplin

La cinematografía es la creación de secuencias de imágenes que simulan movimiento. El término engloba el formato en película y de imágenes digitales producidas con una cámara de vídeo. Se encuentra relacionada con la fotografía, que presenta imágenes fijas, sin ser una subcategoría de ella, sino una herramienta que el cinematógrafo utiliza en adición de otras técnicas físicas, organizativas, directivas, interpretativas y manipuladoras de la imagen para efectuar un proceso coherente. En el momento del rodaje, mientras la cámara y los elementos de la escena se encuentran en movimiento, surgen numerosas posibilidades de creatividad, así como también aparecen dificultades de carácter técnico.
Puede decirse que la cinematografía es una forma de art du spectacle, corrientemente designada como «séptimo arte», según la expresión utilizada por el crítico de cine Ricciotto Canudo en la década de los años 20 y el periodista francés Georges Sadoul, « Histoire du cinéma mondial, des origines à nos jours ». González Víctor Raúl ofrece la siguiente definición de cinematografía: "Consiste en plasmar una percepción de imágenes en movimiento con o sin sonido, tal vez distorsionada en la mayoría de las realizaciones cinematográficas, pero con un sentido propio y de querer dar una visión más amplia, simple o compleja de la realidad, la historia, el concepto de futuro y de la ficción." 

## Antecedentes del cine
El término "cine" es la forma abreviada de la palabra "cinematógrafo", nombre del aparato que permitió de desarrollar la técnica y artes cinematográficas. Sin embargo, el cine no es fruto de un invento, sino de una evolución constante en la historia, y de la convergencia de muchos experimentos pertenecientes a siglos pasados. 
Las esferas chinas perforadas se consideran uno de los primeros antecedentes. Se trata de objetos de metal con perforaciones que dibujan imágenes florales, de animales o geométricas. En el interior de la esfera se coloca una vela, constantemente mantenida en posición vertical gracias a un sistema interior de anillas, con la cual se consigue proyectar las sombras de las perforaciones del objeto metálico a las paredes de cualquier habitación a oscuras.
El espejo mágico del Japón es otro de los antecedentes tecnológicos del cine. Consta de una superficie pulcra y convexa sobre la cual se refleja una luz muy intensa, o potente, para después conseguir la proyección de varias figuras, grabadas en la superficie del objeto, a la pared.
El primer precedente de proyección de imágenes en una pantalla son las sombras chinas, que datan del siglo XI. Las figuras bidimensionales se movían mediante alambres, proyectando sombras coloridas sobre una pantalla tensada de papel o de seda. Las historias que se explicaban se basaban en relatos épicos orientales y en poemas hindúes como lo Ramayana y lo Mahabharata.
Pero el antecedente más inmediato del nacimiento del cine se encuentra con Étienne-Jules Marey en 1874. Él fue el primero en desarrollar una cámara que permitía captar imágenes en movimiento, el Cronofotógrafo.Con este se obtenían doce imágenes en una placa giratoria que completaba su revolución en un segundo.
A pesar de estos hechos, los padres o creadores del cine más conocidos son los hermanos Lumière. Estos, en 1895, fueron los que inventaron el Cinematógrafo,un aparato que tenía la función de cámara, copiador y proyector a la vez, por eso es considerado el primer aparato calificado de cine.
Los hermanos Lumière produjeron todo un conjunto de cortometrajes que tuvieron mucho éxito. La primera proyección tuvo lugar en el Grand Café de París el 28 de diciembre de 1895, y llevaba el título de La salida de los obreros de la Fábrica Lumière. Pero la que se hizo más popular fue La llegada de un tren, que también produjeron los Lumière.
Los hermanos Lumière produjeron todo un conjunto de cortometrajes que tuvieron mucho éxito. La primera proyección tuvo lugar en el Grand Café de París el 28 de diciembre de 1895, y llevaba el título de La salida de los obreros de la Fábrica Lumière. Pero la que se hizo más popular fue La llegada de un tren, que también produjeron los Lumière.

## Historia
La cinematografía ha sido siempre una forma de arte única para las películas de cualquier género. Aunque la exposición de imágenes en elementos de luz sensible se remonta a la temprana era del siglo XX, las películas demandaban una nueva forma de fotografía e innovaciones técnicas estéticas. 
En los inicios del largometraje, el cinematógrafo ejercía al mismo tiempo el papel de director y camarógrafo. Con el tiempo, el arte y la tecnología evolucionaron, en consecuencia apareció una separación entre el director y el operador de cámara. Más adelante, con la llegada de la luz artificial, mayor rapidez en las películas (más sensibles a la luz) y avances tecnológicos como las películas en color y las panorámicas, provocaron que la producción de películas, especialmente en algunos aspectos técnicos, necesitaran de la participación de personal cada vez más especializado. La cinematografía fue clave durante la era del cine mudo, —no había sonido aparte de la música de fondo ni diálogo— en ese momento lo fundamental de las películas era la iluminación y la actuación.

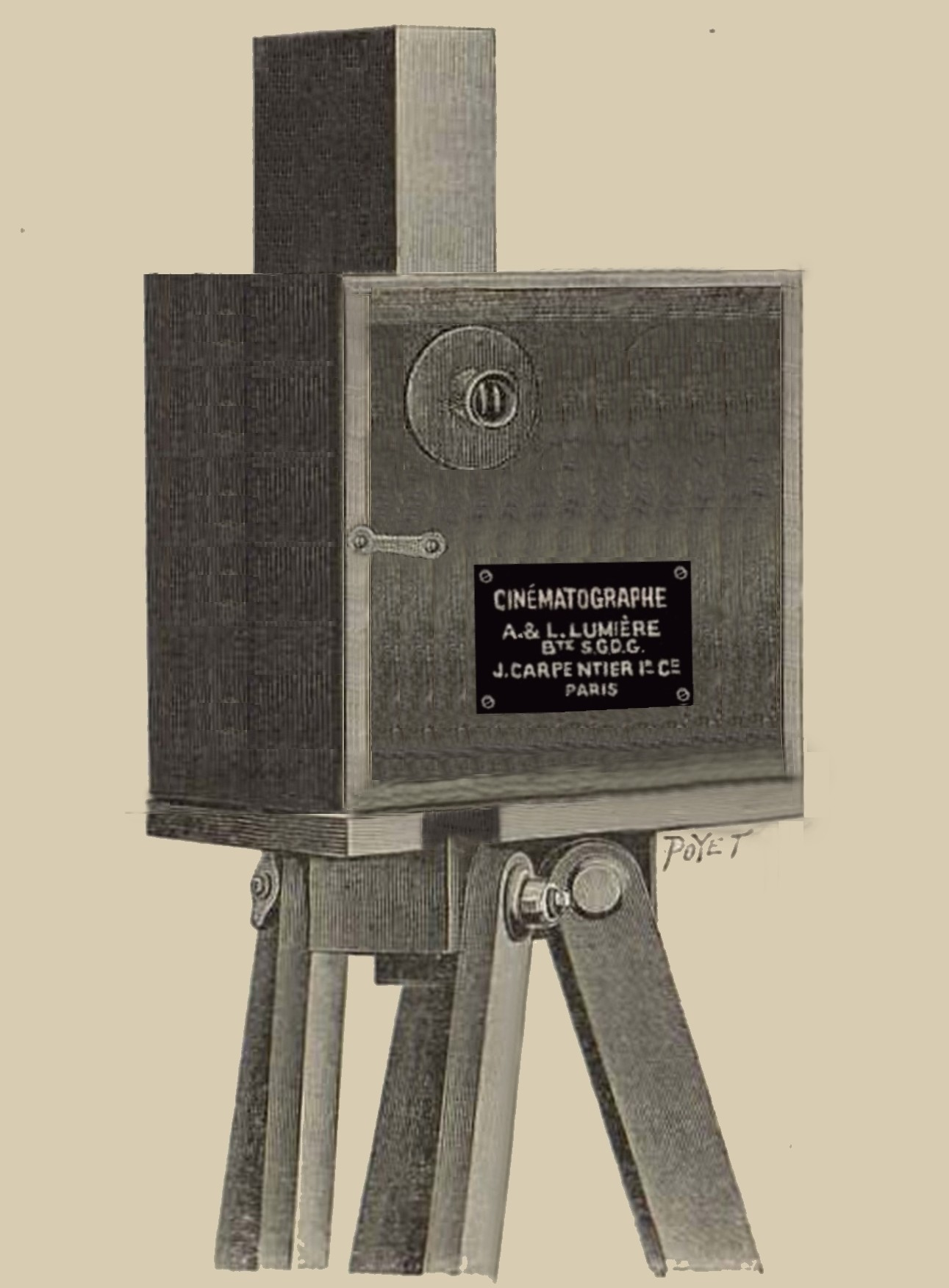
Cinematógrafo, máquina de los hermanos Lumière.

La historia del cine empezó el 28 de diciembre de 1895, cuando los hermanos Lumière proyectaron públicamente con el cinematógrafo la salida de obreros de una fábrica francesa en Lyon, la demolición de un muro, la llegada de un tren y un barco saliendo del puerto. El éxito de este invento fue inmediato, no solo en Francia, sino también en toda Europa y América del Norte. Aunque Thomas Edison ya había grabado numerosas escenas que el espectador podía ver a través de un quinetoscopio. En un año, los hermanos Lumière crearon más de diez películas marcadas por la ausencia de actores, los decorados naturales, la brevedad, la ausencia de montaje y la posición fija de la cámara. 
No obstante, Alice Guy fue la primera persona en ser realizadora de una película, fundadora del cine narrativo y de la narración cultural superando el cine de demostración de los hermanos Lumière y sentando las bases de lo que en el futuro se ha considerado ficción. También fue la primera persona que logró mantenerse económicamente a través de esta profesión. Su primera película -y por tanto, la primera película de la historia del cine- fue El hada de los repollos (La Fée aux Choux, 1896). Realizó muchas más películas, entre ellas Sage-femme de première classe (1902) y La Esméralda (1905). 
Tras el éxito de Guy, Georges Méliès decidió introducirse en esta profesión. Realizó películas con historias y decorados fantásticos como "Fausto" y "Barba Azul" (1901), desarrolló las nuevas técnicas cinematográficas, sobre todo con Viaje a la Luna (1902) y Viaje a través de lo imposible (1904), aplicando la técnica teatral ante la cámara, creando los primeros efectos especiales y la ciencia ficción filmada. A partir de entonces, la cinematografía no hizo más que mejorar y surgieron grandes directores como Murnau, Erich von Stroheim y Charles Chaplin.
En 1919 en Hollywood se creó una de las primeras (que todavía existe) sociedades de comercio: la Sociedad Americana de Cinematógrafos (ASC), la cual permaneció para organizar la contribución de los cinematógrafos al arte y la ciencia de la creación de las películas. En otros países también se establecieron este tipo de asociaciones de comercio. Diversos directores importantes para la historia del cine pertenecieron a esta sociedad como Buster Keaton y Charles Chaplin.  ASC define la cinematografía como "Un proceso creativo e interpretativo que culmina en la autoría de un trabajo original de arte más logrado que una simple grabación de un evento físico". 
En 1927 se estrenó la primera película con sonido El cantante de jazz, a partir de la cual el cine tal y como se conocía dejó de existir. El cine pasó de utilizar un lenguaje que primaba la expresividad de segmentos que se contrastaban y juntaban, a imponer una mayor continuidad del relato y mayor fluidez argumental. En ese mismo año apareció el doblaje.
En 1935 se filmó en Technicolor La feria de la vanidad (Becky Sharp) de Rouben Mamoulian; aunque artísticamente el color consiguió su máxima plenitud con Lo que el viento se llevó (1939).
La primera proyección pública de cine digital en Europa se realizó en París el 2 de febrero de 2000 utilizando MEMS (DLP (Procesado digital de luz), desarrollado por Texas Instruments.

## Aspectos
En el arte de la cinematografía confluyen varios aspectos. Estos son:

### Sensor de la imagen y cinematografía
La cinematografía puede realizarse con roles de películas o un sensor digital de la imagen. Los avances en la producción de películas y la estructura granulada proveyeron un amplio rango de películas fotográficas disponibles. La selección de una película fotográfica fue una de las primeras decisiones a tomar en la preparación de cualquier película del siglo veinte.
Aparte de la selección del ancho de la película —8 mm (aficionado), 16 mm (semi-profesional), 35 mm (profesional) y 65 mm (fotografía épica que se usa pocas veces excepto puntos de reunión para eventos especiales)— el cinematógrafo tiene una selección de reservas en reversión (cuando son reveladas crean una imagen positiva) y los formatos negativos junto con un amplio rango de velocidades de la película (la sensibilidad, hasta la luz) desde ISO 50 (lento, menos sensibilidad a la luz) hasta 800 (muy rápido, extremadamente sensible a la luz) y diferentes respuestas para el color (baja saturación, alta saturación), contraste (variando los niveles entre el negro puro (no hay exposición) y el puro blanco (completa sobre exposición).
Existían diferentes avances y ajustes para casi todas las medidas de la película. Entre ellos los “super formatos" donde el área de la película solía capturar un solo fotograma de una imagen expandida, aunque la medida física de la película permaneciera igual. Por otro lado, se hallaban super 8 mm, super 16 mm y super 35 mm, todos utilizan más del total del área de la película para la imagen a diferencia de los que no son "super”. A mayor dimensión de la película, más grande será la resolución de claridad y calidad técnica de la imagen.
Las técnicas empleadas por el laboratorio de películas para procesar la película fotográfica pueden también ofrecer una considerable discrepancia en la imagen producida en caso de que en el control de la temperatura y la duración en la que la película es remojada en los productos químicos no se siguieran ciertos procesos químicos o solamente se siguieran de manera parcial todos ellos. Los cinematógrafos pueden lograr diferentes vistas de una sola película fotográfica en el laboratorio. Algunas técnicas que se pueden utilizar son las de revelado, baipás blanqueador y proceso cruzado.
El trabajo del siglo XXI utiliza en su totalidad cinematografía digital y no tiene películas fotográficas, pero las cámaras digitales pueden ajustarse produciendo diferentes formas que llegan más lejos que las posibilidades de una película fotográfica. En las cámaras digitales se puede variar diferentes aspectos entre ellos los grados de sensibilidad de color, el contraste de la imagen, la sensibilidad de la luz, etc. Una cámara puede lograr toda la variedad de vistas de diferentes emulsiones, aunque resulta muy discutido en la captura de la imagen concretar el “mejor” método. Los ajustes de la imagen digital (ISO, contraste etc.) son ejecutados estimando los mismos ajustes que tendrían lugar si una película real estuviera en uso, y así son vulnerables a las percepciones del diseño del sensor de las cámaras de varias películas fotográficas y los ajustes de los parámetros de la imagen.

### Filtros
Los filtros, como los de difusión o los de efectos de color, también son ampliamente utilizados para mejorar los efectos del estado de ánimo o los dramáticos. La mayoría de los filtros fotográficos se componen de dos piezas de vidrio óptico pegadas entre sí con una forma de imagen o material de manipulación de la luz entre el vidrio. En el caso de los filtros de color, a menudo se encuentra en medio un color translúcido presionado entre dos planos de vidrio óptico. Estos funcionan mediante el bloqueo de ciertas longitudes de onda del color de la luz para que no lleguen a la película. Con la película en color funciona muy intuitivamente, así pues un filtro azul reduce el paso al rojo, naranja y amarillo claro, creando un tinte azul en ella. Con las fotografías en blanco y negro, los filtros de color se utilizan poco, por ejemplo un filtro de color amarillo reduce las longitudes de onda azules de la luz, puede ser utilizado para oscurecer un cielo de verano (mediante la eliminación de la luz azul de golpear la película, por tanto en gran medida subexponiendo el cielo todo azul), aunque genera un tono de piel poco humano. Los filtros pueden ser utilizados en frente de la lente, o en algunos casos, detrás de la lente para la variación de efectos. Algunos cineastas, como Christopher Doyle, son muy conocidos por su uso innovador de los filtros. 

### Lente
La lente se puede conectar a la cámara para dar una cierta mirada o sentir el efecto de enfoque, color, etc.
Al igual que el ojo humano, la cámara crea perspectiva y relaciones espaciales con el resto del mundo. Sin embargo, a diferencia de un ojo, una fotografía puede seleccionar diferentes lentes para diferentes propósitos. La variación en la distancia focal es una de las ventajas principales. La longitud focal de la lente determina el ángulo de visión y, por lo tanto, el campo de visión. Los directores de fotografía pueden elegir entre una amplia gama de lentes angulares, “normales”, y lentes de enfoque largo, así como los objetivos macro y otros sistemas especiales de lentes de efectos tales como lentes de baroscopio. Los objetivos de un gran ángulo tienen longitudes focales cortas. Una persona en la distancia parece mucho más pequeña, mientras que alguien de cerca es más grande. Por otro lado, las lentes de enfoque largas reducen tales exageraciones, que representan los objetos lejanos aparentemente tan próximos entre sí y la perspectiva de aplanamiento.
Las diferencias entre la representación de la perspectiva no es debido a la longitud focal por sí mismo, sino por la distancia entre los sujetos y la cámara. Por lo tanto, el uso de diferentes longitudes focales en combinación con otra cámara a distancia de los sujetos crea esta representación diferente. Cambiando solamente la distancia focal mientras se mantiene la posición de la misma cámara no se afecta la perspectiva, únicamente el ángulo de visión. Una lente de zoom permite a un operador de cámara cambiar su longitud focal dentro de la grabación de una secuencia o rápidamente entre configuraciones para los tiros. Como objetivos principales, se ofrece una mayor calidad óptica y son “más rápidas” las grandes aperturas de diafragma, que puedan utilizarse con menos luz que los objetivos zoom, que se emplean a menudo en el cine profesional sobre las lentes de zoom. Ciertas escenas o incluso tipos de cine podrían requerir el uso de un zoom de velocidad o facilidad de uso, así como vacunas que implican un movimiento zoom.
Como en la fotografía, el control de la imagen expuesta se hace en la lente con el control de la apertura del diafragma. De la selección, el director de fotografía necesita que todas las lentes sean grabadas con T-Stop, no con f-stop, por lo que la pérdida de luz es eventual, el vidrio no afecta al control de la exposición cuando se ajusta utilizando los medidores habituales. La elección de la apertura también afecta a la calidad de la imagen (aberraciones) y a la profundidad de campo (véase más adelante).

### La profundidad de campo y el enfoque
Un ejemplo de enfoque de tiro profundo se encuentra en el film Ciudadano Kane (1941). Todo, incluso el sombrero en el primer plano y el muchacho (el joven Charles Foster Kane) en la distancia, se encuentran con un enfoque nítido. En Ciudadano Kane los directores de fotografía Gregg Toland y Orson Welles utilizan estrictas aperturas para crear profundidad de campo muy grande en las escenas, a menudo haciendo que cada detalle del primer plano y fondo se junten en un enfoque nítido. La profundidad de campo se convirtió en un dispositivo cinematográfico popular de la década de 1940 en Hollywood.
La distancia focal y la apertura del diafragma afectan a la profundidad de campo de una escena, es decir, hasta qué punto el fondo y el primer plano se representará en el “enfoque adecuado” (un solo plano exacto de la imagen está en el foco exacto) en la película o de destino de vídeo. La profundidad de campo (que no debe confundirse con la profundidad de foco) se determina por el tamaño de la apertura y la distancia focal. Una gran profundidad o profundidad de campo se genera con una apertura muy pequeña del iris y centrándose en un punto en la distancia, mientras que una menor profundidad de campo se logra con una gran apertura del iris acotándose más cerca de la lente. 
La profundidad de campo también se rige por el tamaño del formato. Si se considera el campo de visión y el ángulo de visión, menor será la imagen, la distancia focal debe ser más corta, como para mantener el mismo campo de visión. Entonces, cuanto menor sea la imagen, la profundidad de campo será mayor para el mismo campo de visión. Muchos camarógrafos tratan de emular el aspecto de película de 35mm con las cámaras digitales, con excesiva profundidad de campo y el uso de dispositivos ópticos adicionales para reducirla.
Hoy en día, la tendencia es un mayor enfoque superficial.  Cambiar el plano de enfoque de un objeto o personaje a otro dentro de la grabación de una secuencia se conoce comúnmente como un foco de rack.

### Relación de aspecto y el encuadre
La relación de aspecto de una imagen es el cociente de su anchura por su altura. Esto se puede expresar como una relación de 2 enteros, tales como 4/3, o en un formato decimal, como 1,33. Las diferentes proporciones ofrecen diferentes efectos estéticos. Las normas para la relación de aspecto han variado significativamente con el tiempo.
Durante la época del cine mudo, las relaciones de aspecto abarcaban desde la plaza 1,1,  hasta el extremo de pantalla ancha 4,01 Polyvision. Sin embargo, desde la década de 1910, las imágenes mudas en movimiento, en general se establecieron en la proporción de 4:3 (1,33). La introducción del sonido en la película estrecha la relación de aspecto para dejar espacio a una banda de sonido. En 1932 se introdujo un nuevo parámetro, con la proporción de 1,37, con el fin de ensanchar el marco.
Durante años, los directores de fotografía tradicionales se limitaron al uso de la razón de la Academia, pero en la década de 1950, gracias a la popularidad de Cinerama, las tasas de pantalla ancha se introdujeron en un esfuerzo por sacar al público de nuevo al teatro/cine fuera de su casa y lejos de sus televisores. Estas nuevas panorámicas proporcionaban a los productores un fotograma mucho más amplio para componer sus imágenes.
En los años 50 se inventaron y utilizaron varios sistemas de fotografía para crear películas, pero existió uno que sigue dominando en la actualidad: el proceso anamórfico, que exprime ópticamente la imagen para fotografiar el doble del tamaño en el área horizontal y el mismo tamaño vertical como las lentes “esféricas" estándar.
El primer uso común del formato anamórfico fue CinemaScope, que usó una proporción de 2.35, aunque originalmente era de 2.55. CinemaScope se usó desde 1953 hasta 1967, debido a defectos técnicos en el diseño y su posesión por Fox. Terceras compañías dirigidas por las mejoras técnicas de Panavision en los años 50, dominan ahora el mercado de lentes anamórficas.
Los cambios en las proyecciones estándar de SMPTE alteraron las proporciones proyectadas de 2.35 a 2.39 en 1970, aunque esto no alteraba nada excepto los estándares anamórficos de fotografía; todos los cambios respecto a las proporciones de fotografía anamórfica de 35 mm son específicos a una cámara o proyector, y no al sistema óptico.
Tras la “guerra de las panorámicas” de los años 50, la industria cinematográfica estableció 1.85 como estándar para las proyecciones en Estados Unidos y Reino Unido. Esta es una versión corta de 1.37. Europa y Asia optaron por 1.66 al principio, aunque el 1.85 ha dominado ampliamente estos mercados las últimas décadas. Ciertas películas “épicas” o de aventuras utilizaban el anamórfico 2.39.
En los años 90, con la llegada del vídeo en alta definición, los ingenieros de televisión crearon la proporción de 1.78 (16:9) como compromiso matemático entre el estándar del cine de 1.85 y el de la televisión de 1.33, ya que no resultaba práctico producir un tubo de televisión CTR tradicional con una anchura de 1.85. Hasta aquel momento, no se había creado nada en 1.78. Hoy en día, este es un estándar para vídeos de alta definición y para televisiones panorámicas. Algunas películas del cine se graban actualmente usando cámaras HDTV.

### Iluminación
La iluminación es necesaria para crear la exposición de una imagen en un fotograma de una película o en una tarjeta digital (CCD, etc.). El arte de la iluminación en cinematografía se aleja de la exposición básica, no obstante, en la esencia de cuenta-cuentos. La iluminación contribuye considerablemente a la respuesta emocional que la audiencia recibe al ver imágenes en movimiento.
Como dijo una vez el director Sahin Michael Derun: la diferencia entre porno y erotismo es la iluminación (simplemente remarcando la importancia de la iluminación en cinematografía).

### Movimientos de cámara
La cinematografía no solo puede representar un objeto en movimiento, sino que puede usar una cámara representando el punto de vista o perspectiva de la audiencia, moviéndose durante la filmación. El movimiento juega un rol considerable en el lenguaje emocional de la filmación de imágenes y la reacción emocional de la audiencia a la acción. Las técnicas se extienden desde los movimientos más básicos del “panning” (movimiento horizontal de un punto de vista desde una posición fija; como si giraras tu cabeza de un lado a otro) y “tilting” (movimiento vertical de un punto de vista desde una posición fija; como inclinar la cabeza hacia atrás para mirar hacia el cielo y luego hacia el suelo) hasta el “dollying” (posicionando la cámara en una plataforma en movimiento para acercarse o alejarse del objeto), “tracking” (posicionando la cámara en una plataforma en movimiento para moverla hacia la izquierda y la derecha), "cranning" (moviendo la cámara en una posición vertical; siendo capaz de levantarla del suelo así como balancearla de un lado a otro desde una posición fija) y combinaciones de las anteriores.
Las cámaras han llegado a montarse en casi cualquier medio de transporte imaginable; la mayoría de las cámaras también pueden ser de mano, eso quiere decir que están en manos del cámara, que la mueve de una posición a otra mientras filman la acción. Las plataformas estabilizadoras se empezaron a utilizar a finales de los años 70, durante la invención de Garret Brown, conocida como “Steadicam”. La “Steadicam” es un arnés y estabilizador de brazos que se conecta con la cámara, apoyándola mientras se aísla de los movimientos de quien la usa. Después de que la patente de “Steadicam” caducara a principios de los 90, muchas otras compañías comenzaron manufacturando su concepto del propio estabilizador de cámaras.

## Efectos especiales
Los primeros efectos especiales en el cine fueron creados mientras la película estaba siendo filmada. Estos empezaron a conocerse como los efectos “in-camera”. Más tarde, se desarrollaron efectos ópticos y digitales para que los editores y artistas de efectos visuales pudieran controlar el proceso manipulando la película en posproducción. Se pueden ver muchos ejemplos de efectos especiales “in-camera” en obras de Georges Méliès.
La película de 1896 La ejecución de María Estuardo muestra a un actor vestido de la reina colocando su cabeza en el bloque de ejecución delante de un grupo de espectadores con ropajes isabelinos. El verdugo baja el hacha y la cabeza cortada de la reina cae al suelo. Este truco se realizó parando la grabación, cambiando al actor por un muñeco y resumiendo la grabación antes de la caída del hacha. Después, los fragmentos de película fueron recortados y fusionados para que la acción pareciera continua al proyectar la película, creando así una ilusión y sentando las bases de los efectos especiales con éxito. 
Esta película estuvo entre las que fueron exportadas a Europa con los primeros Quinetoscopios en 1895 y llegó a manos de Georges Méliès, que hacía espectáculos de magia en el Teatro Robert-Houdin en el París de aquella época. En 1896 empezó a hacer películas y, tras algunas imitaciones de las obras de Edison, Lumière y Robert Paul, llevó a cabo su película Desaparición de una dama en el teatro Robert-Houdin. Esta muestra a una mujer a la que se hace desaparecer utilizando la misma técnica de "stop motion" que la película anterior de Edison. En los años siguientes, Méliès realizó varias películas utilizando este mismo truco.

### Doble exposición
La otra técnica básica para los trucos cinematográficos tiene que ver con la doble exposición de la película en la cámara. El primero en hacer esto fue George Albert Smith en julio de 1898 en Reino Unido. Su película The Corsican Brothers (1898) fue descrita en el catálogo de la Warwick Trading Company, que distribuyó las películas de Smith a partir de 1900, de la siguiente manera:
"Uno de los gemelos vuelve a casa después de practicar tiro en las montañas de Córcega y es visitado por el fantasma del otro gemelo. Gracias a una fotografía realizada con gran cuidado, el fantasma parece bastante transparente. Después de explicar que le mataron con la espada y expresar su deseo de venganza, desaparece. Entonces, se proyecta una visión en la que vemos el duelo fatal en la nieve. Para la sorpresa del corso, el duelo y la muerte de su hermano están representados vívidamente en la visión y, abrumado por sus sentimientos, cae al suelo al tiempo que su madre entra en la habitación".
El efecto del fantasma se consiguió cubriendo todo el plató de terciopelo negro después de filmar la acción principal, y volviendo a exponer el negativo a continuación, esta vez con el actor que hacía del fantasma llevando a cabo sus acciones. De la misma manera, la visión, que aparecía dentro de una viñeta circular, fue superpuesta sobre un área negra en el fondo de la escena, y no sobre una parte del set con detalles, para que no se viera nada a través de la imagen, que, en este caso, era bastante sólida. Smith volvió a utilizar esta técnica en Santa Claus (1898).
Georges Méliès utilizó la superposición sobre un fondo negro por primera vez en La Caverne maudite (1898), y la desarrolló con varias superposiciones en un plano en El hombre de las cabezas. En películas posteriores, creó más variaciones de esta técnica. 

### Velocidad de fotogramas
También conocida como frecuencia de fotogramas, la velocidad de fotogramas es la cantidad de veces que una cámara captura una imagen para crear un vídeo. Por lo general, la velocidad de fotogramas se define como "fotogramas por segundo" (o FPS).
Las imágenes en movimiento se representan a una velocidad constante. En el cine la velocidad es de 24 fotogramas por segundo (FPS), en televisión se usan, en el sistema NTSC 30 fotogramas por segundo (29.97 para ser exactos) y en el sistema PAL 25 fotogramas por segundo. Esta velocidad de representación no varía.
Sin embargo, cambiando la velocidad en la que la imagen es capturada, varios efectos pueden crearse sabiendo que la imagen grabada más rápida o lentamente se presentará a una velocidad constante. Por ejemplo, la fotografía “time-lapse” se crea mediante la exposición de una imagen a una velocidad muy lenta. Si un cinematográfico coloca una cámara para exponer un fotograma cada minuto durante cuatro horas, y después ese material se proyecta a 24 fotogramas por segundo, un evento de 4 horas tardará 10 segundos en representarse, y cualquiera puede presentar los eventos de un día entero (24 horas) en un solo minuto.
A la inversa, si una imagen es capturada a velocidades mayores de las que serán expuestas, el efecto será ralentizar las imágenes (cámara lenta). Si un director de fotografía captura a una persona zambulléndose en una piscina a una velocidad de 96 fotogramas por segundo y la imagen es expuesta a 24 fotogramas por segundo, la representación durará 4 veces más que la acción real. La captura extrema de cámara lenta, capturando miles de fotogramas por segundo puede presentar cosas invisibles al ojo humano, como las balas en una guerra y las ondas expansivas viajando por el aire, una técnica cinematográfica potencialmente poderosa.
Con imágenes en movimiento, la manipulación del tiempo y del espacio es un factor que contribuye considerablemente a las herramientas para contar historias. La edición de películas juega un rol mucho más fuerte en esta manipulación, pero la selección de la velocidad de fotograma en la fotografía de la acción original también es un factor contribuyente en cuanto a la alteración del tiempo. Por ejemplo, Modern times de Charles Chaplin fue filmada a una “velocidad silenciosa” (18 fps) pero proyectada a “velocidad de sonido” (24 fps), que hace que las payasadas parezcan más frenéticas.
El “Slow motion” o “Speed ramping” es un proceso por el cual la velocidad de captura del fotograma cambia con el tiempo. Por ejemplo, si durante el proceso de 10 segundos de captura, la velocidad se ajusta de 60 a 24 fotogramas por segundo, cuando se pone en marcha a la velocidad estándar de 24, se consigue una manipulación de tiempo excepcional. Por ejemplo, alguien abriendo una puerta saliendo a la calle parecería que empezara con cámara lenta, pero unos segundos más tarde, y en la misma toma la persona parecería estar caminando a “tiempo real” (velocidad normal). De forma contraria se utiliza el “Speed ramping” en The Matrix cuando Neo vuelve a entrar en Matrix por primera vez para ver el Oráculo. Tal como sale del almacén, la cámara se acerca a Neo a una velocidad normal, pero cuanto más se acerca a la cara de Neo el tiempo parece que se vaya ralentizando, prefigurando la manipulación del tiempo que luego se ve en la película de Matrix.

### Otras técnicas especiales
G. A. Smith inició la técnica del movimiento inverso o rebobinado y mejoró la calidad de las imágenes automotivadas. Lo hizo repitiendo la acción una segunda vez, filmándola con una cámara invertida y después uniendo ambos negativos. Las primeras películas que usaron esta técnica fueron Tipsy, Topsy, Turvy y The Awkward Sign Painter. Esta última mostraba a un pintor rotulando una señal y después las pintadas desapareciendo bajo el pincel. El ejemplo más temprano de esta técnica que haya sobrevivido es The House That Jack Built de Smith, realizada antes de septiembre de 1901. En ella, vemos a un niño pequeño destrozando el castillo que acaba de crear una niña con bloques de construcción. Aparece un título que dice "Reversed" y, a continuación, vemos la acción repetida pero invertida, de manera que el castillo se reconstruye bajo los golpes del niño.
Cecil Hepworth mejoró esta técnica imprimiendo el negativo del movimiento hacia delante al revés, fotograma por fotograma, para que la acción original estuviera invertida exactamente. Hepworth hizo The Bathers en 1900, en la cual dos bañistas que se han desvestido y se han metido en el agua parecen salir rebotados de esta y su ropa vuelve a sus cuerpos mágicamente.
El uso de diferentes velocidades de cámara también apareció alrededor de 1900. En la película On a Runway Motor Car through Piccadilly Circus (1899) de Robert Paul, se giró la cámara tan despacio que, cuando se proyectó a la velocidad normal de 16 fotogramas por segundo, el paisaje parecía pasar a una gran velocidad. Cecil Hepworth utilizó el efecto opuesto en The Indian Chief and the Seidlitz powder (1901), en la que un ingenuo indio toma mucha medicina para el estómago gaseoso, haciendo que su estómago se expanda y que él empiece a volar como un globo. Esto se hizo moviendo la cámara más rápido, consiguiendo así el primer efecto de cámara lenta.

## Personal
En orden jerárquico descendiente, este es el personal que está involucrado:
- Director de fotografía, también llamado cinematógrafo.
- Operador de cámara, también llamado camarógrafo.
- Primer asistente de cámara, también conocido como foquista.
- Segundo asistente de cámara, también conocido como claquetista.

En la industria cinematográfica, el director de fotografía es el responsable de los aspectos técnicos de las imágenes (iluminación, elección de las cámaras, composición, exposición, los filtros, selección de la película), pero trabaja de cerca con el director para asegurar que la estética apoya la visión de la historia contada por el director. Los directores de fotografía son los responsables del cámara, el maquinista y el equipo de iluminadores en plató, y por ello suelen ser llamados directores de fotografía o DFs. Según la tradición inglesa, si el propio DF maneja la cámara, será llamado cinematógrafo. En pequeñas producciones generalmente todas esas funciones las cumple una sola persona. La progresión de la carrera habitualmente implica subir la escala en segundo lugar, para finalmente manejar la cámara.
Los directores de fotografía toman muchas decisiones creativas e interpretativas en el transcurso de su trabajo, desde la preproducción hasta la postproducción, las cuales afectan el aspecto general de la película. Muchas de esas decisiones son similares a lo que un fotógrafo necesita tener en cuenta cuando va a hacer una foto: el cinematógrafo controla todas las decisiones de la película (from a range of available stocks with varying sensitivities to light and color), la selección de las cámaras, los focos, apertura y exposición. Sin embargo, la cinematografía tiene un aspecto temporal (ver persistencia de la visión), no como la fotografía, que es simplemente una imagen quieta. También es más voluminoso y agotador trabajar con cámaras de vídeo e implica elecciones más complejas. Un cinematógrafo necesita trabajar en equipo más que un fotógrafo, quien frecuentemente puede ser una sola persona. Como resultado, el trabajo del cinematógrafo también incluye organización logística y gestión personal.

## Géneros cinematográficos
- Cine comercial: Son las películas creadas por la industria cinematográfica orientadas al gran público con la generación de beneficios económicos como objetivo principal. A esta categoría pertenecen la mayoría de las películas que se proyectan en las salas de cine, y algunas de ellas son promocionadas mediante grandes campañas de publicidad.
- Cine independiente: Una película independiente es una película de bajo presupuesto y hecha por pequeñas productoras, por tanto no está realizada por los grandes estudios.
- Cine de animación: Es aquel en el que se usan mayoritariamente técnicas de animación. El cine de imagen real registra imágenes reales en movimiento continuo, descomponiéndolo en un número discreto de imágenes por segundo. En el cine de animación no existe movimiento real que registrar, sino que se producen las imágenes individualmente y una por una (mediante dibujos, modelos, objetos y otras múltiples técnicas, como el Stop Motion), de forma tal que al proyectarse consecutivamente se produzca la ilusión de movimiento. Es decir, que mientras en el cine de imagen real se analiza y descompone un movimiento real, en el cine de animación se construye un movimiento inexistente en la realidad.
- Cine documental: Es el que basa su trabajo en imágenes tomadas de la realidad. Generalmente se confunde documental con reportaje, siendo el primero eminentemente un género cinematográfico, muy ligado a los orígenes del cine, y el segundo un género televisivo.
- Docuficción (híbrido entre el documental y la ficción): es un género practicado desde el primer documental que se renueva desde finales de los años cincuenta.
- Cine experimental: Es aquel que utiliza un medio de expresión más artístico, olvidándose del lenguaje audiovisual clásico, rompiendo las barreras del cine narrativo estrictamente estructurado y utilizando los recursos para expresar y sugerir emociones, experiencias, sentimientos, utilizando efectos plásticos o rítmicos, ligados al tratamiento de la imagen o el sonido.
- Cine de autor: El concepto de cine de autor fue acuñado por los críticos de Cahiers du Cinéma para referirse a un cierto cine en el que el director tiene un papel preponderante en la toma de todas las decisiones, donde toda la puesta en escena obedece a sus intenciones. Suele llamarse de esta manera a las películas realizadas basándose en un guion propio y al margen de las presiones y limitaciones que implica el cine de los grandes estudios comerciales, lo cual le permite una mayor libertad a la hora de plasmar sus sentimientos e inquietudes en la película. Sin embargo, grandes directores de la industria, como Alfred Hitchcock, también pueden ser considerados «autores» de sus películas. Se define de acuerdo con su ámbito de aplicación y recepción, ya que no suele tratarse de un cine ligado a la industria, y no se dirige a un público amplio sino específico, comparte a priori un interés por productos que se hallan fuera de los cánones clásicos. Un subgénero importante podría ser el cine abstracto.

## El negocio del cine
Históricamente una película obtenía sus ingresos por alquilar los derechos de exhibición en un cine y, a su vez, el dueño del cine cobraba una entrada a todo aquel que quisiera ver la película.
Con los ingresos de esas entradas, ese propietario del cine pagaba:
- Gastos de personal, limpieza, luz, etc.
- Promoción local (en carteles y periódicos locales): se paga al 50/50 con la casa productora.
- Cuota acordada con la productora de la película, que normalmente es variable y depende del éxito de la película pero puede estar entre un 30 a un 70 por ciento del precio de entrada.
- El resto lo guardaba como beneficio.

Así funcionó hasta la llegada de la televisión. Con la televisión, la casa productora que es la distribuidora de los derechos, acuerda con el canal de TV el alquiler de su película por un precio y unas condiciones:
- Se podrá transmitir la película durante un período acordado, normalmente de tres a cinco años por un precio total.
- Se limita el número de veces que en ese período el canal de TV podrá repetir la transmisión de la misma película, normalmente entre dos y cinco veces máximo, para no quemar la película.

Al poco tiempo aparecieron nuevas formas de exhibición o transmisión, como por ejemplo:
- Pago por visión o televisión de pago (pay-per-view): esta ventana se suele abrir a los seis meses del estreno, por unos pocos meses.
- Canales de televisión de pago, como Showtime o HBO: la ventana se abre al año, durante un año.
- Los networks o grandes cadenas de televisión, cuya ventana se abre a los dos años, normalmente por tres más.
- Sindicación de canales de TV: agrupación de estaciones de TV que solo cubren un área local, no nacional. Esta ventana se encuentra abierta cuando se acaba la de las grandes cadenas y está constantemente renovándose con distintos distribuidores. Lo normal es un contrato por cinco o siete años. A su vencimiento, se vuelve a vender esos mismos derechos a otro o al mismo, por otros tantos años y así constantemente.
- Venta de vídeos, VHS, Betamax, etcétera: con ventas tanto a tiendas de vídeo para alquilar como a particulares. La ventana se abre a los seis meses del estreno con ventas a distribuidores que los colocan en distintas tiendas. Al finalizar el contrato, se busca otro nuevo distribuidor para continuar con esas ventas de video. Estos videos posteriores tienen precios mucho más baratos que los iniciales.

Actualmente, ya casi no hay venta de vídeos. Se evolucionó a DVD o Blu-Ray, pero el sistema es exactamente el mismo. También hay ingresos derivados del streaming, bien sea por Internet o por canales de televisión especializados. Además, hay algunos ingresos de mercadotecnia, bien sea por venta de cualquier objeto, prenda, diseño o uso de marca que aparece en la película.[cita requerida]

## Evolución de la tecnología: nuevas definiciones
Tradicionalmente el término “cinematografía” se ha referido al trabajo con una clase de película hecha con pintura al agua, pero ahora es un sinónimo de la videografía y el vídeo digital debido a la popularidad de la cinematografía digital.
El Proceso de imagen moderno también hizo posible modificar imágenes de manera radical. Esto permitió a las nuevas disciplinas aprovechar algunas de las oportunidades que un día fueron del dominio exclusivo de los cinematógrafos.

## Festivales de cine
Un festival de cine consiste en la proyección de cortos o largometrajes en un lugar determinado durante un tiempo limitado. Las proyecciones pueden estar abiertas al público o ser reservadas para críticos, periodistas o profesionales.
El festival de cine en muchas ocasiones es el primer encuentro entre la obra, sus creadores y el público. Es un momento clave en la vida de la película, dado que la misma puede ser muy cuestionada o consagrada si obtiene un premio internacional, como por ejemplo un León de Oro en el Festival de Venecia, el Oso de Oro en el Festival de Berlín o la Palma de Oro en el Festival de Cannes. Por otra parte, los festivales permiten el descubrimiento de nuevos directores y sirven para la promoción de las películas.

## Los premios Óscar

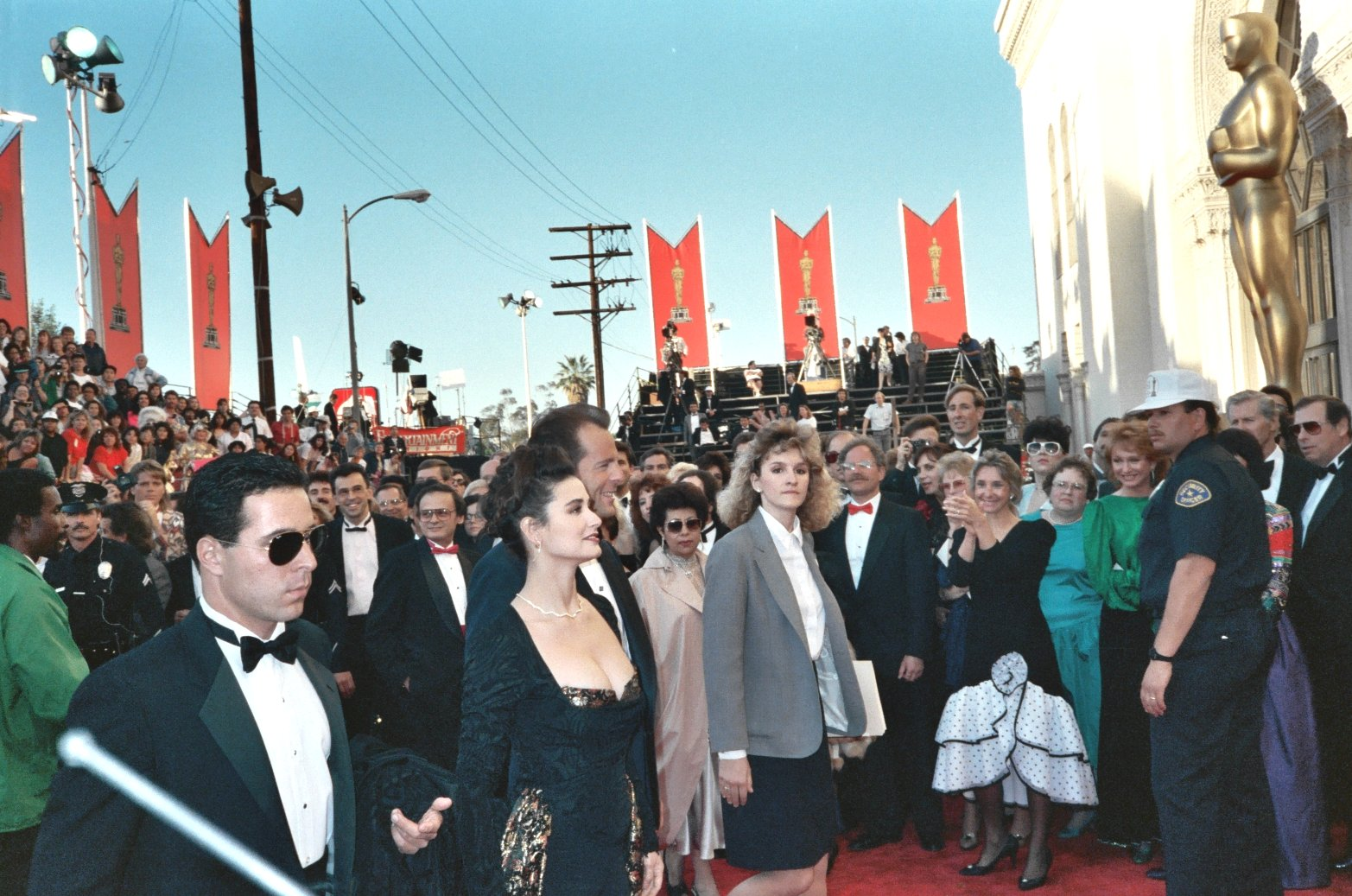
La 61.ª entrega de los premios Óscar

El premio Óscar —también llamado «premio de la Academia» o en inglés: Academy Award— es un premio anual concedido por la Academia de las Artes y las Ciencias Cinematográficas (en inglés: AMPAS; Academy of Motion Picture Arts and Sciences)  en reconocimiento a la excelencia y activismo social de los profesionales en la industria cinematográfica incluyendo todos los empleados en una producción audiovisual, es considerado el máximo honor en el cine. 
El acto formal, en el cual los premios son presentados, es una de las ceremonias más prominentes y prestigiosas del mundo, es transmitida en vivo, frecuentemente entre febrero y marzo, anualmente para más de cien países, seis semanas después de revelarse los candidatos. La ceremonia reconoce los logros obtenidos en cuestión de cinematografía del año anterior y es la culminación de la temporada de entrega de premios, la cual se inicia entre noviembre y diciembre. Además es la ceremonia de entrega de premios más antigua en los medios de comunicación. La primera ceremonia de premios tuvo lugar el 16 de mayo de 1929 en el hotel Roosevelt en Los Ángeles, en honor a los logros cinematográficos obtenidos en los años 1927 y 1928.